# みやこ姫よさこい祭り
みやこ姫よさこい祭り（みやこひめよさこいまつり）は、毎年5月に和歌山県御坊市で開催される、YOSAKOIの一種。当初の名称はいこらDEフェスティバル。2010年（平成22年）に現在の名称となった。合言葉は「次代を担う子どもたちを元気に！今の不景気を吹き飛ばし、ふるさと御坊・日高を元気に！」。

## 歴史
- 2006年（平成18年） - 開始。当時の会場は御坊市立御坊小学校グラウンド。
- 2007年（平成19年） - 会場を日高川ふれあい水辺公園せせらぎ広場に変更。
- 2008年（平成20年） - 開催時期を4月から5月に変更。
- 2009年（平成21年） - サブ会場として中町・本町商店街で、よさこいパレード。
- 2010年（平成22年） - みやこ姫よさこい祭りに改称。前夜祭として中町商店街で、よさこいパレード。
- 2011年（平成23年） - 5月15日に開催を予定していたが、東日本大震災の被災者の気持ちをくんで実行委員会で一年延期の決議を下し開催を自粛。この年の開催を取り止め。
- 2012年（平成24年） - 5月13日に御坊総合運動公園で開催。よさこい部門32チーム、自由演技部門5団体が参加。
- 2013年（平成25年） - 5月12日に御坊総合運動公園で開催。商店街での前夜祭はなし。
- 2014年（平成26年） - 5月11日に日高川ふれあい水辺公園せせらぎ広場で開催。よさこい部門33チーム、自由演技部門4チームが参加。